# Diecezja Amravati
Diecezja Amravati (łac. Diœcesis Amravatensis) – diecezja rzymskokatolicka w Indiach, z siedzibą w Amarawati. Sufragania metropolii Nagpur. Została utworzona w 1955 z terenu archidiecezji Nagpur.

## Główne świątynie
- Katedra: Katedra św. Franciszka Ksawerego w Amarawati

## Biskupi diecezjalni
- Joseph Albert Rosario MSFS (1955 - 1995)
- Edwin Colaço (1995 - 2006)
- Lourdes Daniel (2007 - 2010)
- Elias Gonsalves (2012 - 2018)
- Malcolm Sequeira (2024-)